# Canala (Nieuw-Caledonië)
Canala is een gemeente in Nieuw-Caledonië en telt 3512 inwoners (2004). De oppervlakte bedraagt 438,7 km², de bevolkingsdichtheid is 8 inwoners per km².